# Ceresola (Aragon)
Ceresola ou Ceresuela (en aragonais : Zresola) est un village de la province de Huesca, situé à environ 8 kilomètres au sud-est de la ville de Sabiñánigo, à 1 118 mètres d'altitude. L'endroit est habité au moins depuis le Haut Moyen Âge. L'église du village, dédiée à l'Assomption de la Vierge Marie, a été construite au XVIe siècle et sensiblement remaniée au XVIIe siècle. Le village compte actuellement 4 habitants.